# تیپ سوم تفنگداران دریایی ایران
تیپ سوم تفنگداران دریایی حمزه سیدالشهداء‎‎ تیپ تفنگداران دریایی نیروی دریایی جمهوری اسلامی ایران مستقر در کنارک در استان سیستان و بلوچستان می‌باشد.